# Марія Єва Лункевич-Рогойська
Марія Єва Хмєловська, у шлюбах Лункевич-Рогойська «Мева» (5 квітня 1895 с. Кудринці — 4 вересня 1967 Варшава) — польська художниця українського походження, представниця міжвоєнного та повоєнного авангарду.

## Життєпис
Народилася в с. Кудриці в родині інженера сільського господарства Станіслава Хмєловського та художниці Марії, до шлюбу Клопотовської. Дядьком Марії Єви був художник Адам Хмєловський (пізніше брат Альберт). У 1919 році вона одружилася з Єжи Антонієм Лункевичем, майором армії генерала Галлера. У 1921—1924 роках вивчала живопис у École Nationale des Arts Décoratifs в Парижі.
Вона була яскравою представницею пуризму.
Значна частина її мистецького доробку була втрачена під час Другої світової війни.
Після війни працювала у Військово-географічному інституті, де пропрацювала до 1949 року. У цей час вона писала та малювала руїни міста, описувала рельєф зруйнованої Варшави, залишки будівель і місць. У 1946 році одружилася з інженером Яном Збігнєвом Рогойським (1902—1967).
Марія Єва Лункевич-Рогойська померла 4 вересня 1967 року у Варшаві. Похована на Повонзківському цвинтарі (секція 75-3-24).

## Виставки

### Збірні виставки
Виставлялася в Парижі, зокрема в 1930 на виставці пуристів і посткубізму в галереї Бонапарта, в Берліні на Олімпійській виставці 1936. Брала участь у всесвітніх і міжнародних виставках у Брюсселі та Парижі 1937 року, Нью-Йорку та Чикаго 1939 року, у Гельсінкі на Олімпійській виставці 1939 року, де отримала другу премію, у міжнародній виставці в Монако (1964).
Після війни брала участь у багатьох збірних виставках у Варшаві: (1945, 1947, 1948, 1949, 1957, 1959, 1961,1962)

### Персональні виставки
- Варшава (1931, 1957, 1962, 1966)
- Люблін (1962)
- Кошалін (1963)
- Краків (1966)

Твори Марії Єви Лункевич-Рогойської знаходяться в Національних музеях у Варшаві, Кракові та Познані, в Музеї мистецтва в Лодзі, Музеї Марії Кюрі-Склодовської-Кюрі в Лодзі, Художньому музеї в Познані, Музеї ім. Леона Вичулковського в Бидгощі, Музеї Любліна та Музеї Середнього Помор'я в Слупську.

## Нагороди
- Золотий Хрест Заслуги (19 липня 1955)
- Срібний Хрест Заслуги (11 липня 1955)